# St.-Valentin-Kirche (Kastelruth)

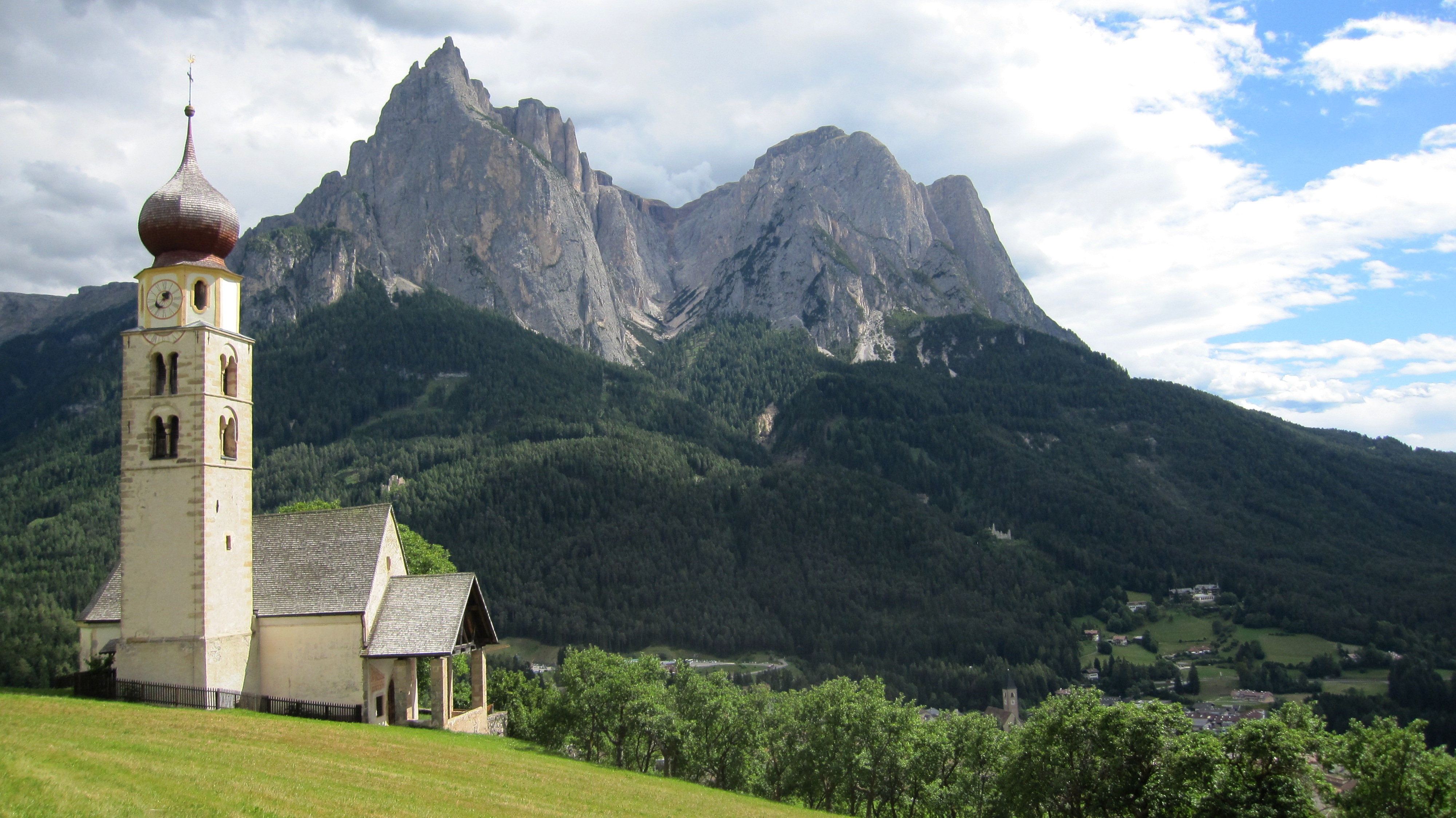
St. Valentin vor dem Schlern-Massiv

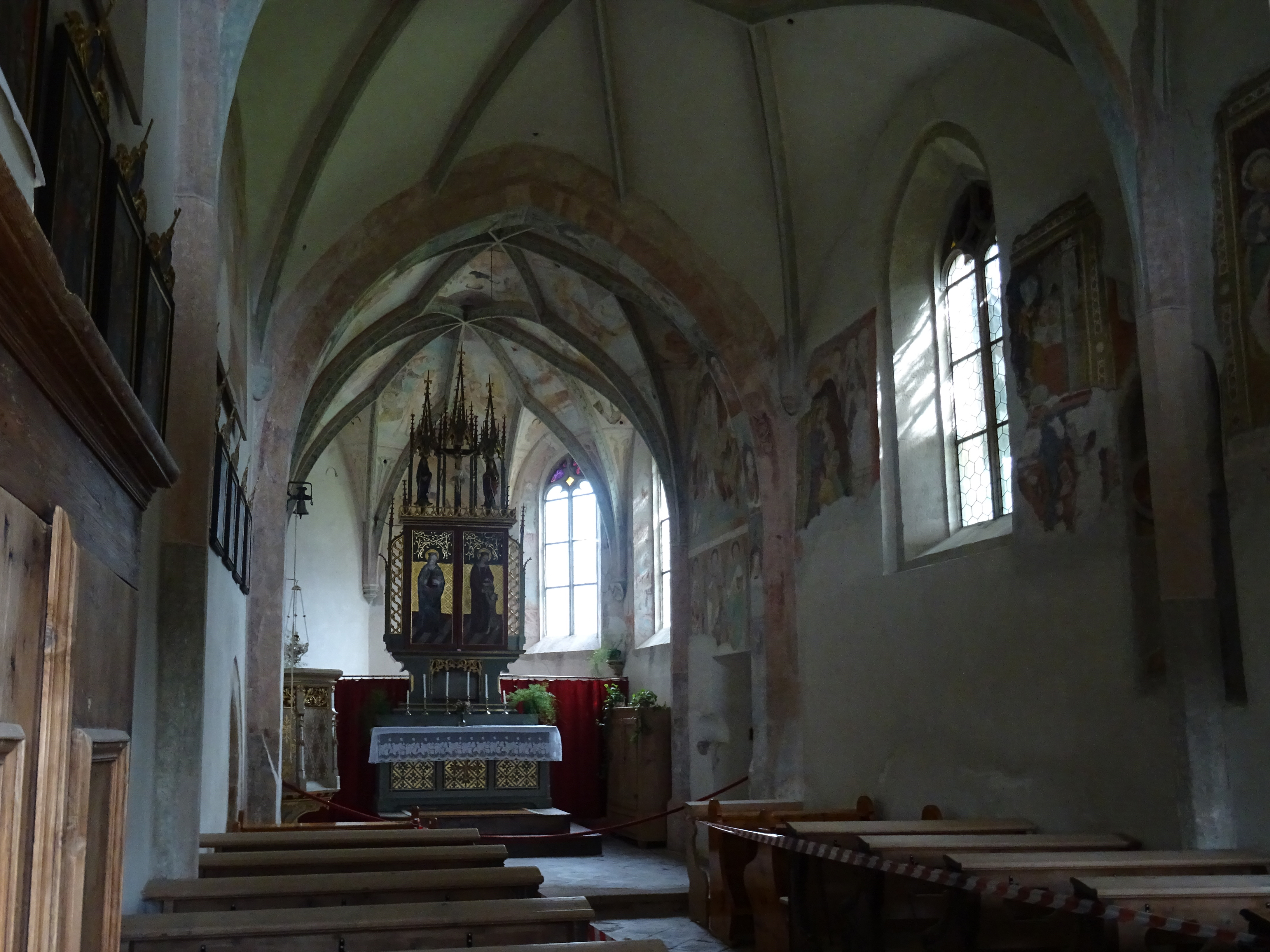
Interieur

Das Kirchlein St. Valentin in der kleinen Streusiedlung St. Valentin oberhalb von Seis (Gemeinde Kastelruth, Südtirol) ist eine römisch-katholische Filialkirche der Pfarrkirche Kastelruth. Sie gehört zum Dekanat Klausen-Kastelruth der Diözese Bozen-Brixen.

## Geschichte und Ausstattung
Erstmals wird die Valentin-Kirche 1244 erwähnt. Der Hauptteil des Turmes mit romanischen Rundbogenfenstern stammt aus dieser Zeit. Das gotisierte Langhaus stammt aus dem 14. und 16. Jahrhundert. Die Zwiebelhaube wurde 1811 errichtet. An der Südwand fallen Fresken mit Christoph, Maria und Valentin auf. Die Anbetung der Heiligen Drei Könige ist in ein Landschaftsbild integriert. Die Fresken stammen von der sogenannten Bozner Schule aus dem 14. Jh. Sie sind durch ein Vordach geschützt. Im Innern der Kirche wurden 1962/63 Freskenreste entdeckt. Ein Vorbau an der Nordseite schützt die Besucher vor Wind und Wetter. Beim Betreten der kleinen Kirche fällt der Blick auf den Flügelaltar.

## Lage und Brauchtum
Von Wiesen umgeben liegt die Kirche am Hang vor der Santnerspitze des Schlern im Süden. Wanderwege führen nach Seis und Kastelruth. Am Karfreitag führt der Kreuzweg über die einzelnen Stationen von der Seiser Pfarrkirche hinauf mit Gebet, Gesang und Fackeln. Die Kapelle ist ein beliebter Hochzeitsort.